# Polycentropus centralis
Polycentropus centralis är en nattsländeart som beskrevs av Banks 1914. Polycentropus centralis ingår i släktet Polycentropus och familjen fångstnätnattsländor. Inga underarter finns listade i Catalogue of Life.